# Лазовка (приток Польного Воронежа)
Лазовка (Лозовка) — река в России, протекает по территории Мичуринского района Тамбовской области. Левый приток реки Польной Воронеж.

## География
Река Лазовка берёт начало у села Большая Лазовка Петровского района. Течёт в северном направлении по открытой местности. Устье реки находится у села Углянка Мичуринского района в 22 км по левому берегу реки Польной Воронеж. Длина реки составляет 13 км, площадь водосборного бассейна — 134 км².

## Данные водного реестра
По данным государственного водного реестра России относится к Донскому бассейновому округу, речной подбассейн реки — бассейны притоков Дона до впадения Хопра. Речной бассейн реки — Дон (российская часть бассейна).
Код объекта в государственном водном реестре — 05010100512107000002443.